# Krokön
Krokön är en ö i Finland. Den ligger i Skärgårdshavet och i kommunen Kimitoön i den ekonomiska regionen  Åboland i landskapet Egentliga Finland, i den sydvästra delen av landet. Ön ligger omkring 59 kilometer söder om Åbo och omkring 140 kilometer väster om Helsingfors.
Öns area är 0,6 hektar och dess största längd är 100 meter i öst-västlig riktning.